# Una mattina
Una mattina è il settimo album in studio del pianista italiano Ludovico Einaudi, pubblicato il 6 settembre 2004 dalla Decca Records.

## Tracce
Musiche di Ludovico Einaudi.
1. Una mattina – 3:23
2. Ora – 7:53
3. Resta con me – 4:55
4. Leo – 5:09
5. A fuoco – 4:30
6. Dolce droga – 3:37
7. Dietro casa – 3:49
8. Come un fiore – 4:21
9. DNA – 3:40
10. Nuvole nere – 4:59
11. Questa volta – 4:32
12. Nuvole bianche – 5:57
13. Ancora – 12:09

Durata totale: 68:54